# Coupe nationale de l'USFSA
La Coupe nationale est une compétition française de football à élimination directe organisée en France par l'Union des sociétés françaises de sports athlétiques pendant la Première Guerre mondiale en remplacement du championnat de France qu'elle organisait.

## Coupe nationale 1914-1915
La Coupe nationale 1914-1915 est remportée par le CA Société générale au terme d'une poule finale entre clubs parisiens. Le Havre AC est le vainqueur officieux en Haute-Normandie ; une finale entre les deux clubs est envisagée mais n'est jamais jouée.

## Coupe nationale 1915-1916
La Coupe nationale 1915-1916 se conclut sur une poule finale à quatre équipes, entre le CASG, le Stade français, l'AS Française et l'USA Clichy et se conclut sur la victoire du CASG.

## Coupe nationale 1916-1917
La Coupe nationale 1916-1917 est remportée par l'AS Française ; la compétition se joue sous la forme d'un championnat avec le classement final suivant :
1. AS Française
2. CASG
3. Gallia Club
4. USA Clichy
5. Raincy Sports
6. Stade français
7. CA XIVe
8. Paris UC.

- Forfaits : Racing Club de France et Standard AC.

## Coupe nationale 1917-1918
La compétition est cette fois-ci vraiment nationale, avec des représentants de chaque région. Contrairement aux saisons précédentes de guerre avec la Coupe des Alliés, il s'agit cette saison de la seule grande compétition de l'USFSA.

### Premier tour
Le premier tour a lieu le 24 mars 1918.
L'Olympique de Marseille, représentant du Littoral, affronte l'AS Cannes, représentant de la Côte d'Azur, à Marseille.
L'AS Brest, représentant de Bretagne, affronte le Club olympique choletais, représentant de l'Atlantique, à Vannes.
Le Club sportif des Terreaux, représentant de la région du Lyonnais, affronte l'US Annemasse, représentant de la région des Alpes, à Grenoble.
Le Stade bordelais bat l'US de la Poudrerie par 5 buts à 1 à Bergerac, tandis que le CO Tarbais bat le Stade toulousain sur le score de 2-1 à Tarbes.
Le Havre AC, représentant de Haute-Normandie, bat le SM Caen, représentant de Haute-Normandie, sur le score de 1 but à 0, sur penalty.

### Quarts de finale
Les quarts de finale (ou troisième tour) ont lieu le 14 avril 1918. Le Club sportif des Terreaux bat l'Olympique de Marseille à Lyon sur le score de 5-2,.

### Finale
La finale de la Coupe nationale 1917-1918 a lieu le 26 mai 1918 au stade de la rue Olivier-de-Serres. Les joueurs du Havre AC s'impose face aux Lyonnais du Club sportif des Terreaux sur le score de 4 buts à 1.